# Eliminacje do Mistrzostw Europy w Piłce Nożnej Kobiet 2009/Grupa 5
Rozgrywki Grupy 5 eliminacji do Mistrzostw Europy w Piłce Nożnej Kobiet 2009 odbyły się w dniach od 14 kwietnia 2007 do 1 października 2008. Grupa 5 była jedną z sześciu, które wyłoniły 11 finalistów Mistrzostw Europy w Piłce Nożnej Kobiet 2009. W Grupie 5 znalazły się następujące zespoły:
- Dania
- Portugalia
- Słowacja
- Szkocja
- Ukraina

## Tabela
| Zespół     | Pkt | M | W | R | P | Br+ | Br- | +/- |
| ---------- | --- | - | - | - | - | --- | --- | --- |
| Dania      | 21  | 8 | 7 | 0 | 1 | 23  | 5   | +18 |
| Ukraina    | 19  | 8 | 6 | 1 | 1 | 15  | 3   | +12 |
| Szkocja    | 10  | 8 | 3 | 1 | 4 | 15  | 7   | +8  |
| Słowacja   | 6   | 8 | 2 | 0 | 6 | 5   | 29  | -24 |
| Portugalia | 2   | 8 | 0 | 2 | 6 | 4   | 18  | -14 |

Legenda:
- kolorem zielonym oznaczono drużyny, które bezpośrednio awansowały do turnieju finałowego.
- kolorem żółtym oznaczono drużyny, które awansowały do baraży.
- kolorem czerwonym oznaczono drużyny, które nie awansowały, ani nie uzyskały awansu do baraży.

## Wyniki
| 14 kwietnia 2007 17:00 CET | Słowacja · Lukácsová 68'(k.) 71' | 2-1raport | Portugalia · Zubková 90+4'(sam.) | Stadion Narodowy, Senec Sędzia: Ilonka Milanowa Djałewa |
|                            |                                  |           |                                  |                                                         |

| 6 maja 2007 15:00 CET | Szkocja | 0-0raport | Portugalia | McDiarmid Park, Perth Sędzia: Nadieżda Ulijanowska |
|                       |         |           |            |                                                    |

| 9 maja 2007 17:00 CET | Słowacja | 0-4raport | Ukraina · Diateł 5' · Pekur 16' · Apanaszczenko 38' · Chodyriewa 79' | Stadion Narodowy, Senec Sędzia: Paloma Quintero Siles |
|                       |          |           |                                                                      |                                                       |

| 30 maja 2007 18:00 CET | Ukraina · Zinczenko 44' · Czorna 67' | 2-1raport | Szkocja · Fleeting 68' | Stadion Illicziwec, Mariupol Sędzia: Snjezana Focic |
|                        |                                      |           |                        |                                                     |

| 20 czerwca 2007 18:00 CET | Ukraina · Fryszko 2' 53' · Zinczenko 16'(k.) · Pekur 26' · Chodyriewa 47' | 5-0raport | Słowacja | Stadion Illicziwec, Mariupol Sędzia: Carla De Boeck |
|                           |                                                                           |           |          |                                                     |

| 27 października 2007 | Słowacja | 0-3raport | Szkocja · Kerr 2' · Hamill 16' · Fleeting 71' | Stadion Narodowy, Senec Sędzia: Bibiana Steinhaus |
|                      |          |           |                                               |                                                   |

| 27 października 2007 15:00 CET | Dania · M. Pedersen 40' 82' · Pape 51' 71' · Sand Andersen 60' | 5-1raport | Portugalia · Fernandes 41' | Viborg Sędzia: Efthalia Mitsi |
|                                |                                                                |           |                            |                               |

| 31 października 2007 20:00 CET | Szkocja | 0-1raport | Dania · Pedersen 62' | McDiarmid Park, Perth Sędzia: Anouk De Jong |
|                                |         |           |                      |                                             |

| 16 lutego 2008 16:00 CET | Portugalia | 0-1raport | Słowacja · Budošová 11' | Municipal, Rio Maior Sędzia: Lena Arwedahl |
|                          |            |           |                         |                                            |

| 21 lutego 2008 16:00 CET | Portugalia | 0-1raport | Ukraina · Zinczenko 70' | Municipal de Abrantes, Abrantes Sędzia: Kirsi Savolainen |
|                          |            |           |                         |                                                          |

| 23 kwietnia 2008 17:00 CET | Słowacja · Zubková 70' | 1-4raport | Dania · Pape 6' 55' · J. Rasmussen 16' 47' | Stadion Narodowy Senec Sędzia: Hilda Mcdermott |
|                            |                        |           |                                            |                                                |

| 27 kwietnia 2008 12:00 CET | Dania · Sand Andersen 50' · Pedersen 67' | 2-1raport | Szkocja · Sneddon 28' | Viborg Sędzia: Silvia Tea Spinelli |
|                            |                                          |           |                       |                                    |

| 3 maja 2008 17:00 CET | Portugalia · Fernandes 44' | 1-4raport | Szkocja · Beattie 12' · Julie Fleeting 20' 25' 38'(k.) | Varzim, Póvoa de Varzim Sędzia: Sabine Bonnin |
|                       |                            |           |                                                        |                                               |

| 8 maja 2008 17:00 CEST | Portugalia | 0-4raport | Dania · J. Rasmussen 18' · Pape 53' · M. Pedersen 78' | Sports Center CF Fão, Fão Sędzia: Gordana Kuzmanović |
|                        |            |           |                                                       |                                                      |

| 28 maja 2008 20:00 CEST | Dania · Sand Andersen 25' · Pedersen 35' 62' 90+1' · Pape 61' 81' | 6-1raport | Słowacja · Lukácsová 44' | Viborg Sędzia: Natalia Awdonczenko |
|                         |                                                                   |           |                          |                                    |

| 28 maja 2008 20:30 CET | Szkocja | 0-1raport | Ukraina · Apanaszczenko 9' | McDiarmid Park, Perth Sędzia: Tanja Schett |
|                        |         |           |                            |                                            |

| 22 czerwca 2008 18:00 CET | Ukraina · Apanaszczenko 28' | 1-0raport | Dania | Stadion im. Jurijego Gagarina, Czernihów Sędzia: Dagmar Damková |
|                           |                             |           |       |                                                                 |

| 27 września 2008 18:00 CET | Ukraina · Suchorukowa 6' | 1-1raport | Portugalia · Fernandes 45+1' | Stadion im. Jurijego Gagarina, Czernihów Sędzia: Bibiana Steinhaus |
|                            |                          |           |                              |                                                                    |

| 28 września 2008 16:00 CET | Szkocja · Beattie 26' · Fleeting 32' 68' · Hamill 38' · Little 51' · Grant 86' | 6-0raport | Słowacja | McDiarmid Park, Perth Sędzia: Cristina Dorcioman |
|                            |                                                                                |           |          |                                                  |

| 1 października 2008 18:15 CET | Dania · M. Pedersen 63' | 1-0raport | Ukraina | Viborg Sędzia: Nicole Petignat |
|                               |                         |           |         |                                |